# Samuel Youn
Samuel Youn (* 1971 in Seoul) ist ein südkoreanischer Opernsänger (Bassbariton).

## Leben und Werk
Samuel Youn studierte in seiner Heimatstadt Seoul und in Mailand Gesang sowie bei Arthur Janzen an der Hochschule für Musik und Tanz Köln. Seit der Spielzeit 1999/2000 ist er Mitglied im Ensemble der Oper Köln. Hier sang er Rollen wie Kaspar (Freischütz), Kurwenal (Tristan und Isolde) oder die Titelpartie in Wagners Fliegendem Holländer. Youn gastierte u. a. in Mailand, Rom und Klagenfurt, beim Musikfestival Korea, in Weimar, am Nationaltheater Mannheim als Dulcamara in L’elisir d’amore sowie in Dortmund als Don Pizarro in Fidelio.
2004 debütierte er bei den Bayreuther Festspielen in der Rolle des 2. Gralsritters, 2005 und 2010 folgten Reinmar von Zweter (Tannhäuser) und der Heerrufer (Lohengrin). Unter Pierre Boulez sang er im Parsifal und unter Christian Thielemann im Tannhäuser. Sein Operndebüt in Italien gab Youn am Teatro Communale di Treviso. Youn erhielt als erster Preisträger überhaupt von den Freunden der Oper Köln e. V. den Offenbach-Preis.
Youn ist Preisträger zahlreicher internationaler Gesangswettbewerbe, etwa des Toti dal Monte (Treviso), des Franz Schubert (Genua) oder des Francesco Albanese (Neapel).
Youn übernahm 2012 als erster koreanischer Sänger die Rolle des Holländers bei den Bayreuther Festspielen. Er sprang kurzfristig als Ersatz für Jewgeni Nikitin ein, der aufgrund einer vermeintlichen Hakenkreuz-Tätowierung wenige Tage vor Beginn der Festspiele auf seinen Auftritt verzichtete.
Im November 2012 wurde Samuel Youn zum Musikalischen Botschafter des Singende Krankenhäuser e.V. ernannt. Im Mai 2022 wurde er von Opernintendantin Dr. Birgit Meyer zum Kölner Kammersänger ernannt.